# Atlantisch orkaanseizoen 1974
Het Atlantisch orkaanseizoen 1974 duurde van 1 juni 1974 tot 30 november 1974. Het seizoen 1974 was wat activiteit betreft een beneden normaal seizoen, hoewel het aantal stormen (11) en het aantal orkanen (4) normaal en nabij normaal zijn te beschouwen. Het seizoen 1974 kende een recordaantal van vier subtropische stormen. De zwaarste orkaan van seizoen was Carmen, die echter relatief weinig slachtoffers eiste. De rampzaligste orkaan van het seizoen was Fifi-Orlene, die als Fifi meer dan 8000 slachtoffers eiste. Daarmee staat Fifi op de vierde plaats van orkanen met de meeste slachtoffers, achter de Grote Orkaan van 1780, Mitch in 1998 en de Galvestonorkaan in 1900. Het seizoen kende 7 tropische stormen, die allen een naam kregen en 4 subtropische stormen zonder naam. Van de zeven tropische stormen promoveerden er vier tot orkaan. Twee orkanen werden majeure orkanen, dat wil zeggen, categorie 3 of hoger.

## Cyclonen

### Subtropische storm 1
Subtropische storm 1 kwam voort uit een tropische depressie, die zich op 22 juni vormde ten oosten van Veracruz. De tropische depressie verzwakte, maar boven het oostelijk deel van de Golf van Mexico ontstond op 24 juni een nieuw lagedrukgebied met nieuw opvlammende convectie. De reden van het vergaan van de tropische depressie en het ontstaan van een subtropische depressie lag in een koude trog van lage druk op grote hoogte boven het zuidoosten van de Verenigde Staten. De subtropische depressie trok naar het noordoosten en promoveerde snel tot subtropische storm 1. Subtropische storm 1 landde op 25 juni in het westen van Florida en stak het schiereiland over, de Atlantische Oceaan op. Daar verloor subtropische storm 1 snel zijn organisatie en werd een extratropische depressie met een frontensysteem, die op zijn beurt snel oploste. Tijdens zijn bestaansduur als tropische depressie en subtropische depressie/storm heeft subtropische storm 1 veel regenval in het westen en zuiden van Florida veroorzaakt, tot 500 mm op sommige plaatsen. Subtropische storm 1 verdronk 3 mensen en veroorzaakte $10.000.000,- aan schade.

### Subtropische storm 2
Op 15 juli ontstond er een depressie ten oosten van de Bahama's langs een stationair front. Deze depressie ontwikkelde convectie, zodat er op 16 juli sprake was van subtropische depressie 2. Subtropische depressie 2 trok naar het noordnoordoosten, won in kracht en promoveerde boven de Atlantische Oceaan tot subtropische storm 2. Subtropische storm 2 draaide bij naar het noordoosten en zijn structuur raakte beter georganiseerd. Op 20 juli werd subtropische storm 2 opgenomen door een groot niet-tropische lagedrukgebied ten zuidzuidoosten van Newfoundland.

### Subtropische storm 3
Op 10 augustus vormde zich een storing uit een stationair front dat zich vanaf Kaap Hatteras uitstrekte naar het noordoosten over de Atlantische Oceaan. Uit deze storing ontwikkelde zich een depressie, die eerst naar het zuidoosten trok en snel tropische kenmerken ontwikkelde. De depressie promoveerde tot subtropische storm 3 en nam nog in kracht toe, terwijl hij naar het noorden draaide. Subtropische storm 3 bereikte zijn hoogtepunt met windsnelheden tot 110 km/uur, vlak voordat subtropische storm 3 werd opgenomen door een front op 15 augustus voor de kust van Nova Scotia.

### Tropische storm Alma

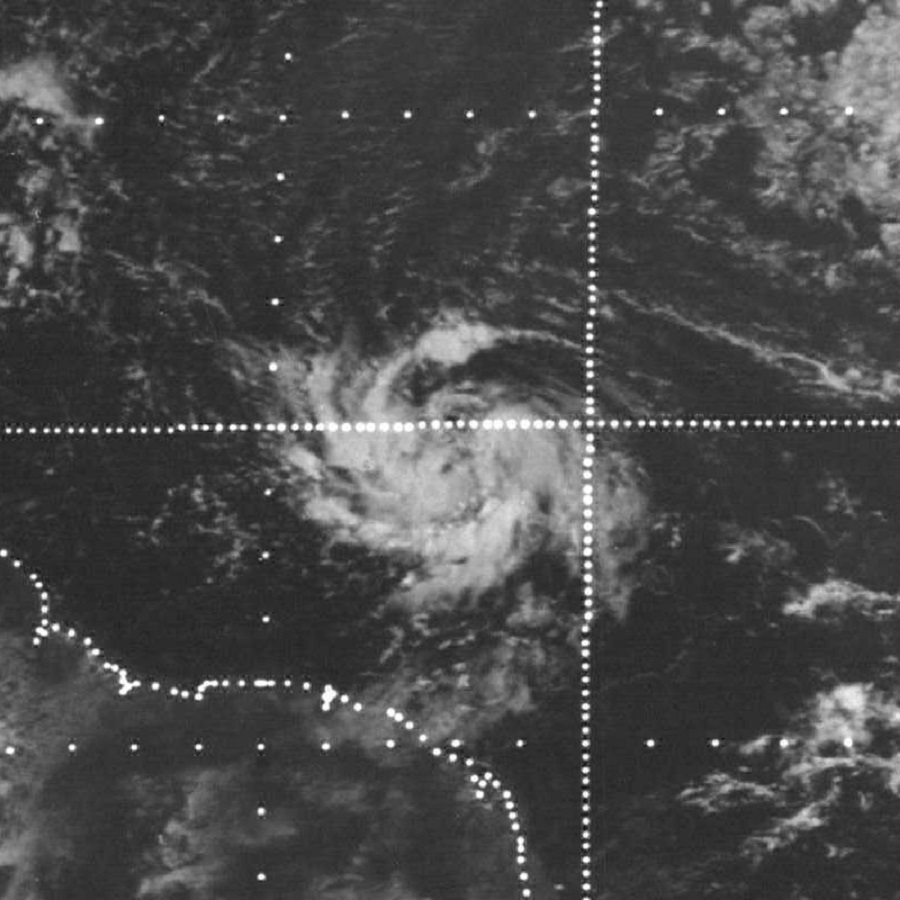

Op 12 augustus ontstond er een tropische depressie uit een storing boven de doldrum van de oostelijke Atlantische Oceaan. De tropische depressie trok pal westwaarts en promoveerde de volgende dag ten oosten van Trinidad tot tropische storm Alma, nabij 10°NB, 52°WL en trok vervolgens over Trinidad. Alma werd op een westelijke koers gehouden door hoge druk op haar noordflank. Deze rug van hoge druk was uitzonderlijk zuidelijk gesitueerd voor de tijd van het jaar. Daardoor volgde Alma een uitzonderlijk zuidelijke koers; alleen orkaan 2 in 1933 passeerde Trinidad op een nog iets zuidelijker koers. Daarna trok Alma westwaarts en liep zich ten slotte op 15 augustus te pletter op de bergen van het Venezolaanse vasteland. Op Trinidad kwamen twee mensen om ten gevolge van Alma en op het Venezolaanse eiland Isla Margarita stortte in het slechte weer een vliegtuig neer, waarbij 47 mensen omkwamen.

### Orkaan Becky

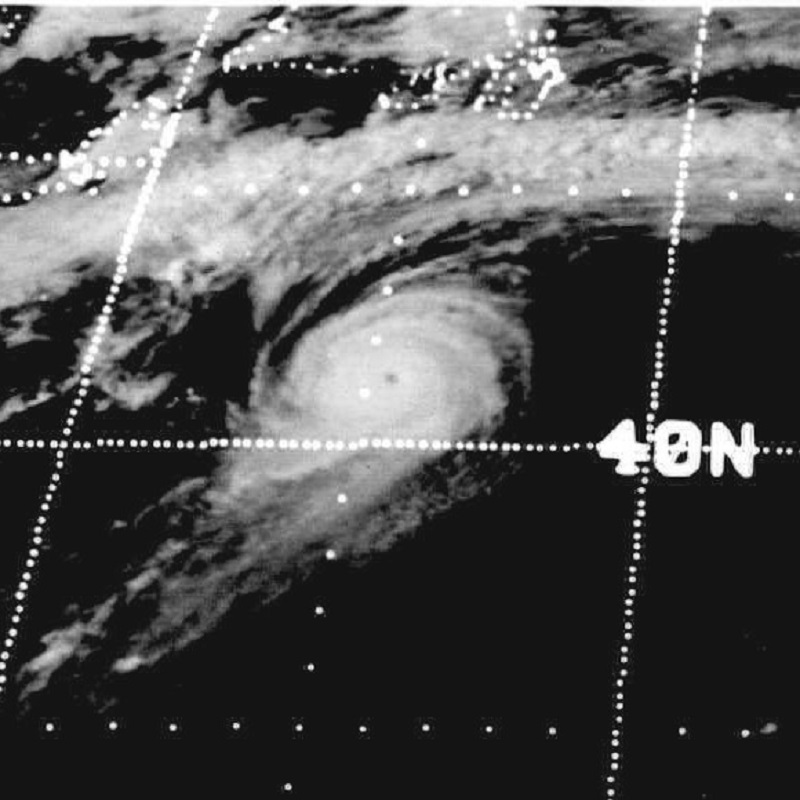

Becky ontstond uit een onweersstoring, die op 26 augustus op enige honderden kilometers ten noorden van Puerto Rico zich organiseerde tot tropische depressie. Deze tropische depressie trok naar het noorden langs de noordoostflank en noordflank een groot hogedrukgebied boven de Azoren. Op 28 augustus promoveerde de tropische depressie ten westen van Bermuda tot tropische storm Becky en dezelfde dag tot orkaan Becky. Becky trok verder langs de flank van het hogedrukgebied naar het noordnoordoosten en noordoosten. Op 30 augustus bereikte Becky haar hoogtepunt met windsnelheden van 185 km/uur en een minimale druk van 977 mb; een orkaan van de derde categorie. Daarna geraakte Becky in ongunstigere omstandigheden en verzwakte; op 2 september verloor Becky haar tropische kenmerken.

### Orkaan Carmen

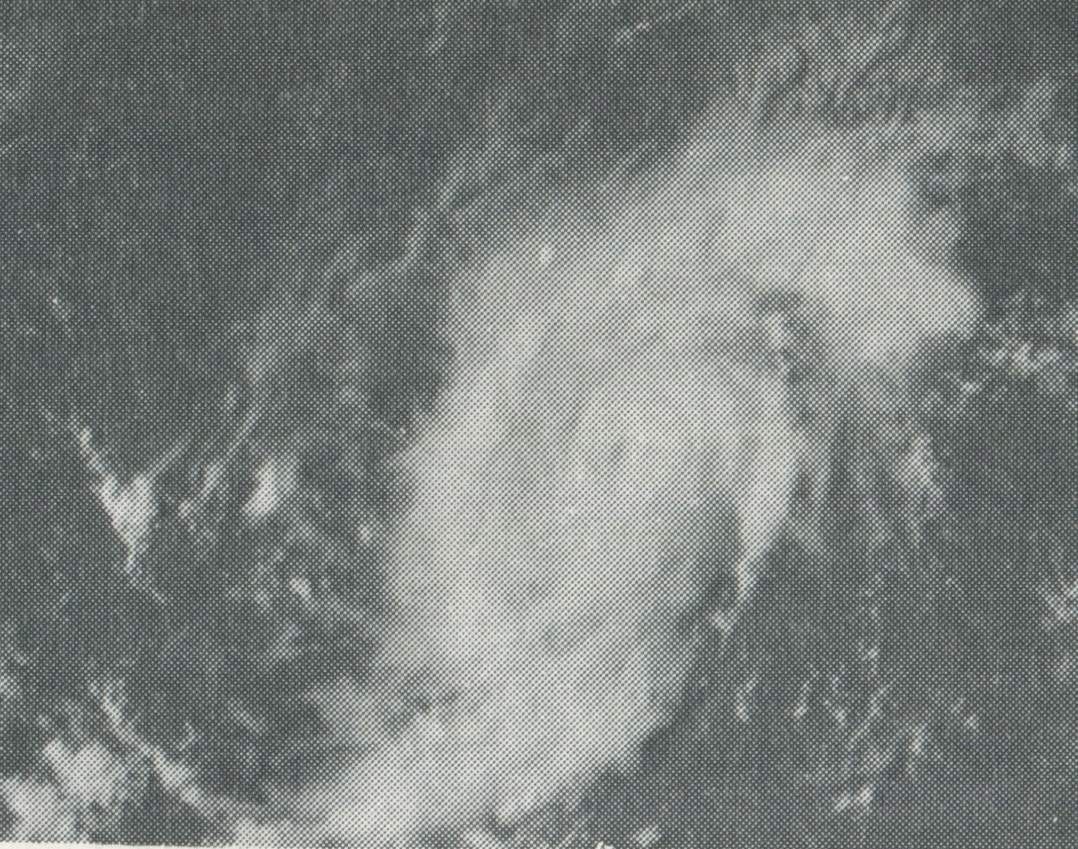
Carmen op 31 augustus 1974

Carmen was de zwaarste orkaan van het seizoen en de zwaarste orkaan sinds Camille in 1969. Carmen kwam voort uit een tropische onweersstoring, die op 23 augustus van de Afrikaanse kust westwaarts trok. De tropische onweersstoring ontwikkelde zich op 29 augustus op 320 km ten oosten van Guadeloupe tot een tropische depressie. De tropische depressie trok dezelfde dag over de Bovenwindse Eilanden en op grote hoogte ontstond een hogedrukgebied boven de tropische depressie, die haar uitstoot snel afvoerde, waardoor zij in kracht kon toenemen. Op 30 augustus promoveerde de depressie tot tropische storm Carmen ten zuiden van de Monapassage, de zeestraat tussen Hispaniola en Puerto Rico. Carmen trok pal westwaarts vlak onder de zuidelijke kust van Hispaniola. Daardoor zoog zij vanuit het noorden droge lucht aan. Toen Carmen verder van de landmassa van Hispaniola vandaan raakte, kon zij snel in kracht toenemen en op 30 augustus promoveerde Carmen tot orkaan ten zuidoosten van Jamaica. Carmen trok verder westwaarts richting de kust van Brits-Honduras en het leek erop, dat Carmen Belize-stad zou treffen, maar zij verlegde haar koers op het laatste moment iets naar het noorden. Carmen bereikte de vierde categorie met windsnelheden van 220 km/uur en een minimale druk van 956 mb op 2 september, vlak voor haar landing nabij Chetumal, Quintana Roo. Na twaalf uur boven land te trekken, degradeerde Carmen tot tropische storm. Carmen trok over het schiereiland Yucatán en draaide boven de Golf van Mexico pal naar het noorden. Carmen bewoog zich langzaam voort naar het noorden en kon aan kracht winnen boven het zeer warme water; op 5 september promoveerde Carmen opnieuw tot orkaan. Op 8 september bereikte Carmen haar hoogtepunt voor de kust van Louisiana met windsnelheden van 240 km/uur en een minimale druk van 928 mbar]. Het leek erop, dat Carmen de stad New Orleans zou treffen, maar Carmen draaide opnieuw op het laatste moment bij naar het noordwesten en landde op 8 september nabij Morgan City, Louisiana met windsnelheden tot 195 km/uur, een orkaan van de derde categorie. Carmen draaide boven land naar het westnoordwesten en westen en verzwakte snel; zij loste op op 10 september boven het oosten van Texas. Op Puerto Rico veroorzaakte Carmen als tropische depressie en tropische storm op uitgebreide schaal overstromingen en ook schade ten gevolge van windhozen, in totaal $2.000.000,- schade. Op het schiereiland Yucatán trof Carmen een dunbevolkt gebied; er zijn geen slachtoffers in die regio bekend. Door de tweede wending van Carmen weg van New Orleans landde de orkaan opnieuw in een relatief dunbevolkt gebied; in Louisiana viel maar één slachtoffer. Wel werden er vooraf 75.000 mensen uit Louisiana geëvacueerd. Carmen richtte grote schade aan de suikerrietteelt in Louisiana, de garnalenvissersvloot en de boorplatforms voor de kust. De schade bedroeg $150 miljoen. Orkaan Carmen speelt een rol in de film Forrest Gump. De hoofdrolspeler vaart met zijn garnalenboot uit, terwijl Carmen werd verwacht. Forrests boot overleeft Carmen daarom als enige van de hele vissersvloot en daardoor wordt Forrests boot een succes.

### Tropische storm Dolly

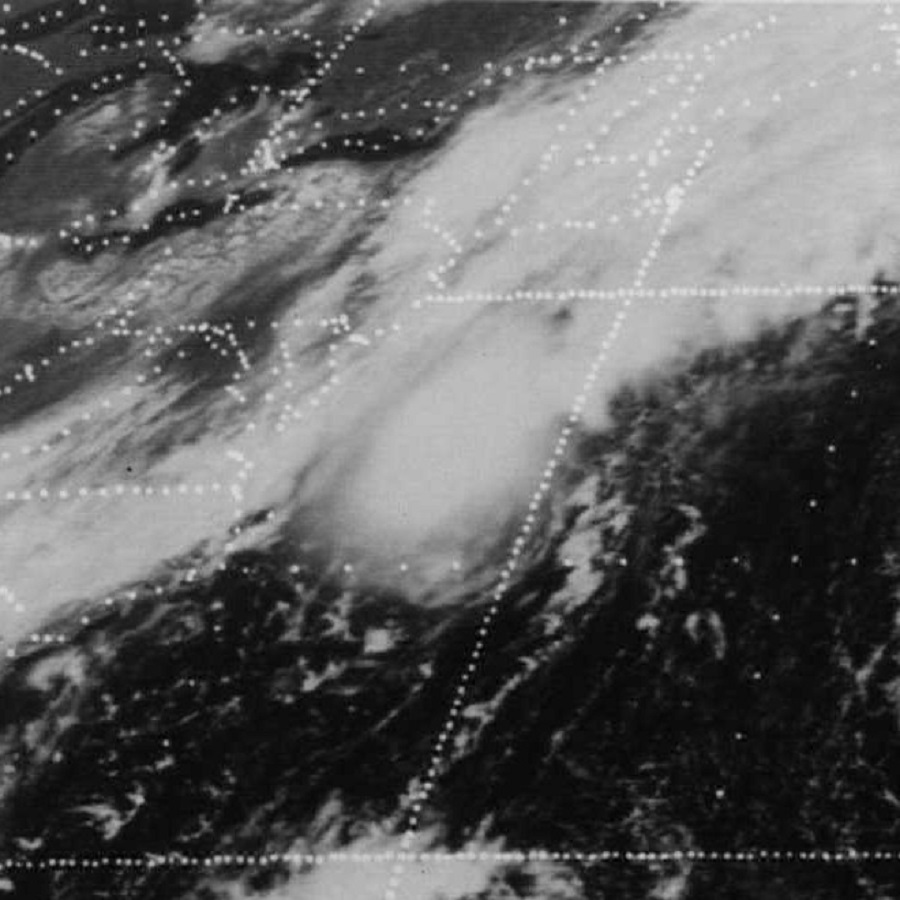

Op 30 augustus ontstond er een storing op 1250 km ten zuidoosten van Bermuda, die naar het noordwesten trok. De storing organiseerde zich langzaam en werd waarschijnlijk op 2 september een tropische depressie, die de volgende dag promoveerde tot tropische storm Dolly. Dolly bevond zich tussen een koufront ten westen van haar en een hogedrukgebied ten oosten van haar, waardoor zij haar koers verlegde in noordoostelijke richting. De omstandigheden waren niet gunstig; hoewel zij enige tijd onder een hogedrukgebied op grote hoogte schoof, die haar uitstoot vergemakkelijkte, zoog zij ook koelere luchtmassa's aan. Op 3 september bereikte zij haar hoogtepunt met windsnelheden van 85 km/uur en een druk van 1005 mbar. Op 5 september werd Dolly opgenomen door bovengenoemd koufront.

### Tropische storm Elaine

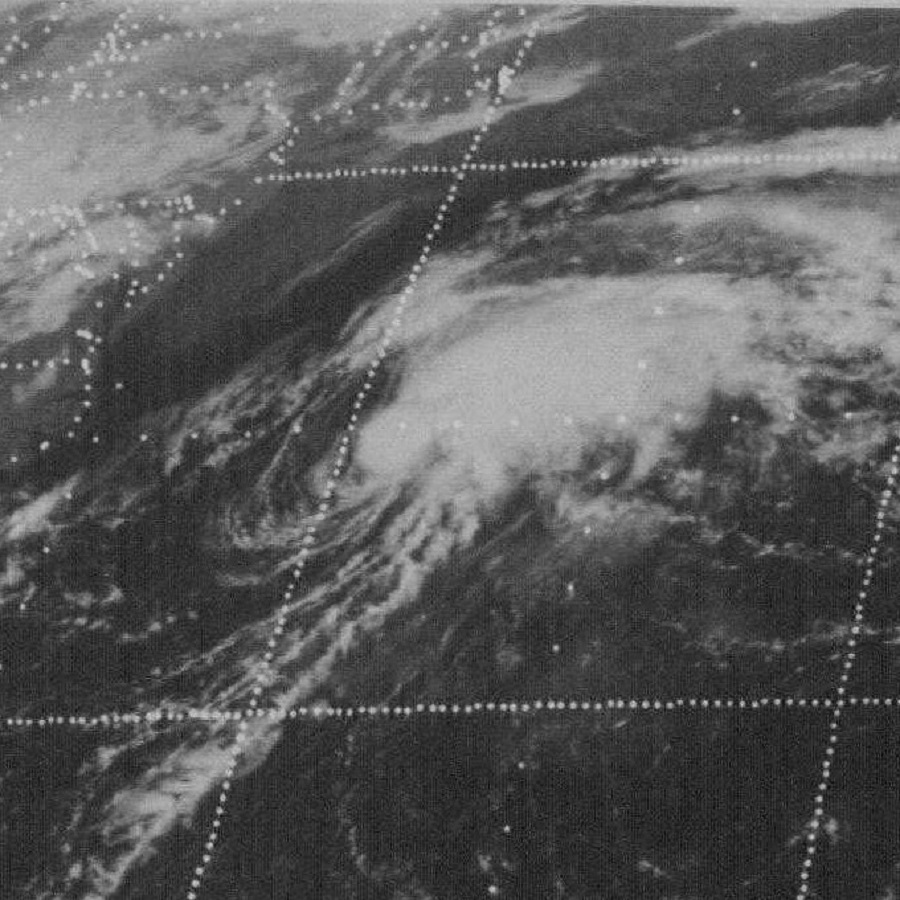

Elaine kwam waarschijnlijk voort uit een tropische onweersstoring, die op 30 augustus van de Afrikaanse kust westwaarts trok. Het systeem organiseerde zich verder en werd op 4 september op ongeveer 1100 km ten oosten van de Bovenwindse Eilanden een tropische depressie. De tropische depressie trok naar het noordwesten en kwam aanvankelijk nauwelijks tot ontwikkeling. Op 9 september promoveerde de tropische depressie op 400 km ten zuidoosten van Kaap Hatteras tot tropische storm Elaine. Door een naderend front draaide Elaine bij naar het noordoosten en bereikte op 10 september haar hoogtepunt met geschatte windsnelheden van 110 km/uur. Op 13 september verloor Elaine op 700 km ten zuidoosten van Newfoundland haar tropische kenmerken boven koeler wordend water en in de nabijheid van een naderend koufront.

### Orkaan Fifi-Orlene

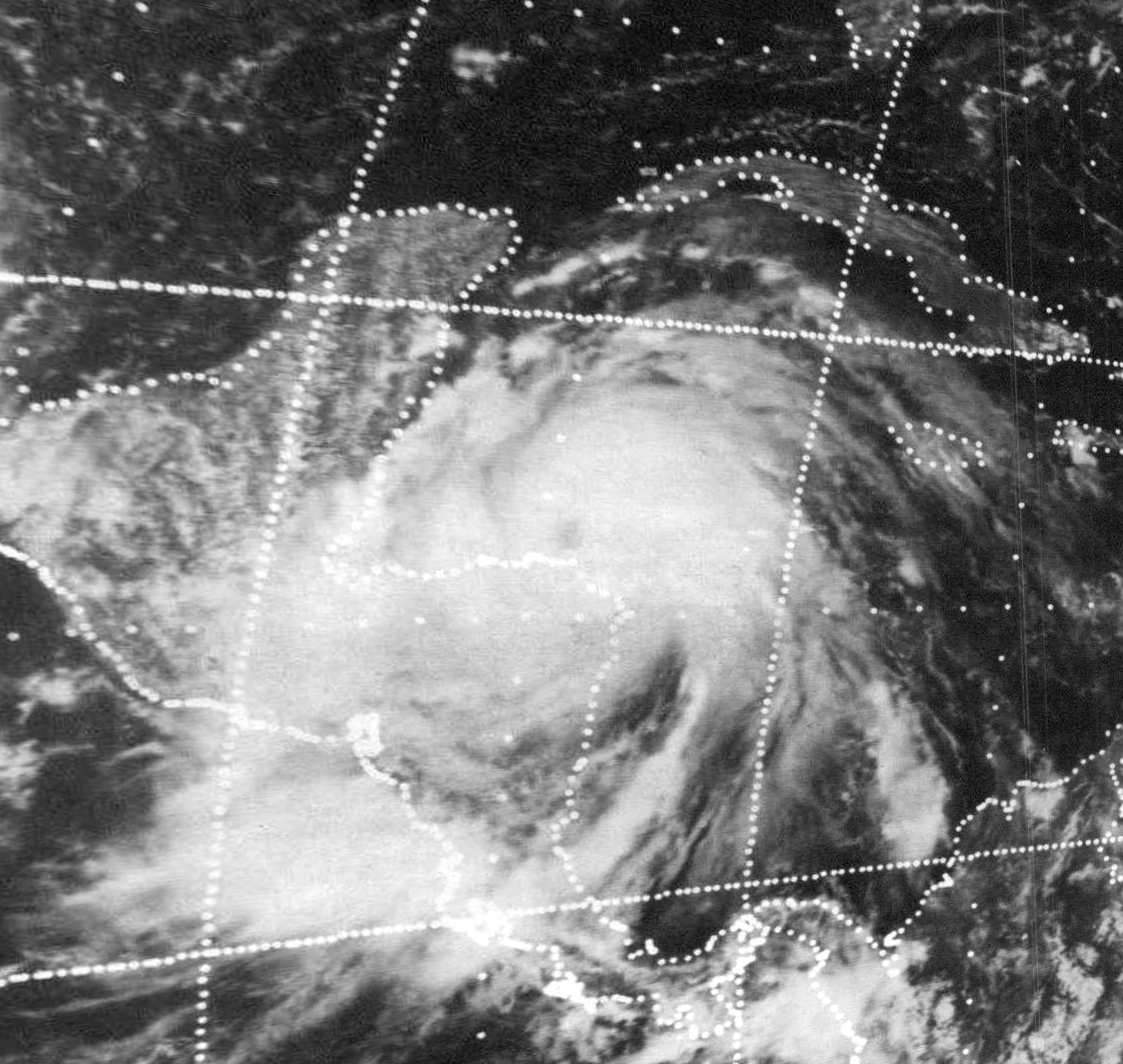

Deze cycloon stak de landengte van Midden-Amerika over en kreeg een tweede leven in het bassin van de oostelijke Grote Oceaan. Boven de Grote Oceaan werd Fifi omgedoopt tot Orlene, ondanks dat haar circulatie boven land intact was gebleven. Na 2001 zou dat niet meer zijn voorgekomen; tropische cyclonen, die hun identiteit weten te handhaven tot in het bassin van de Grote Oceaan blijven sindsdien hun Atlantische naam behouden. Hoewel de beschrijving van Orlene tot het oostelijke Pacifische orkaanseizoen behoort, staat zij hier volledigheidshalve toch vermeld. Op 8 september vertrok een goed georganiseerde tropische golf van de Afrikaanse kust westwaarts. Boven de Atlantische Oceaan organiseerde het systeem zich verder, maar het werd pas op 15 september 100 km ten zuiden van Haïti een tropische depressie. De tropische depressie trok westwaarts ten zuiden van Jamaica en promoveerde tot tropische storm Fifi op 16 september net ten zuiden van Jamaica. Op 17 september promoveerde Fifi tot orkaan op 450 km ten oosten van de Islas de Santanilla. Vervolgens trok Fifi juist ten noorden van de Hondurese kust westwaarts richting het zuiden van Brits-Honduras. Deze koers werd afgedwongen door een hogedrukgebied boven de Golf van Mexico, die een afbuiging naar het noorden in de weg stond. Nu trok de omvangrijke circulatie van Fifi vochtige lucht aan uit zowel de Caraïbische Zee als de Grote Oceaan, waardoor Fifi overvloedige regenval veroorzaakte over de gehele regio; Honduras, El Salvador en Guatemala. Op 18 september bereikte Fifi haar hoogtepunt met windsnelheden van 176 km/uur, een sterke orkaan van de tweede categorie. De volgende dag, 19 september werd de laagste druk bereikt, 971 mbar, vlak voordat Fifi landde in het zuiden van Brits-Honduras. Boven land degradeerde Fifi snel tot tropische storm en depressie, zij kon echter haar circulatie behouden en weer boven het water van de Grote Oceaan regenereerde zij snel tot tropische storm Orlene op 21 september. Orlene trok verder langs de Mexicaanse zuidkust en westkust en won langzaam aan kracht. Orlene werd opnieuw een orkaan op 23 september in de Golf van Californië. Orlene bereikte haar hoogtepunt met windsnelheden van 148 km/uur, een sterke eerste categorie orkaan. Orlene landde als orkaan in de staat Sinaloa op 24 september, waarna zij snel oploste. De overstromingen ten gevolge van Fifi eisten meer dan 8000 mensenlevens in diverse landen, voornamelijk in Honduras. Daar werd ook de bananenteelt zwaar getroffen. De schade ten gevolge van Fifi wordt beraamd op $900 miljoen ($3,7 miljard, gecorrigeerd voor inflatie).

### Orkaan Gertrude

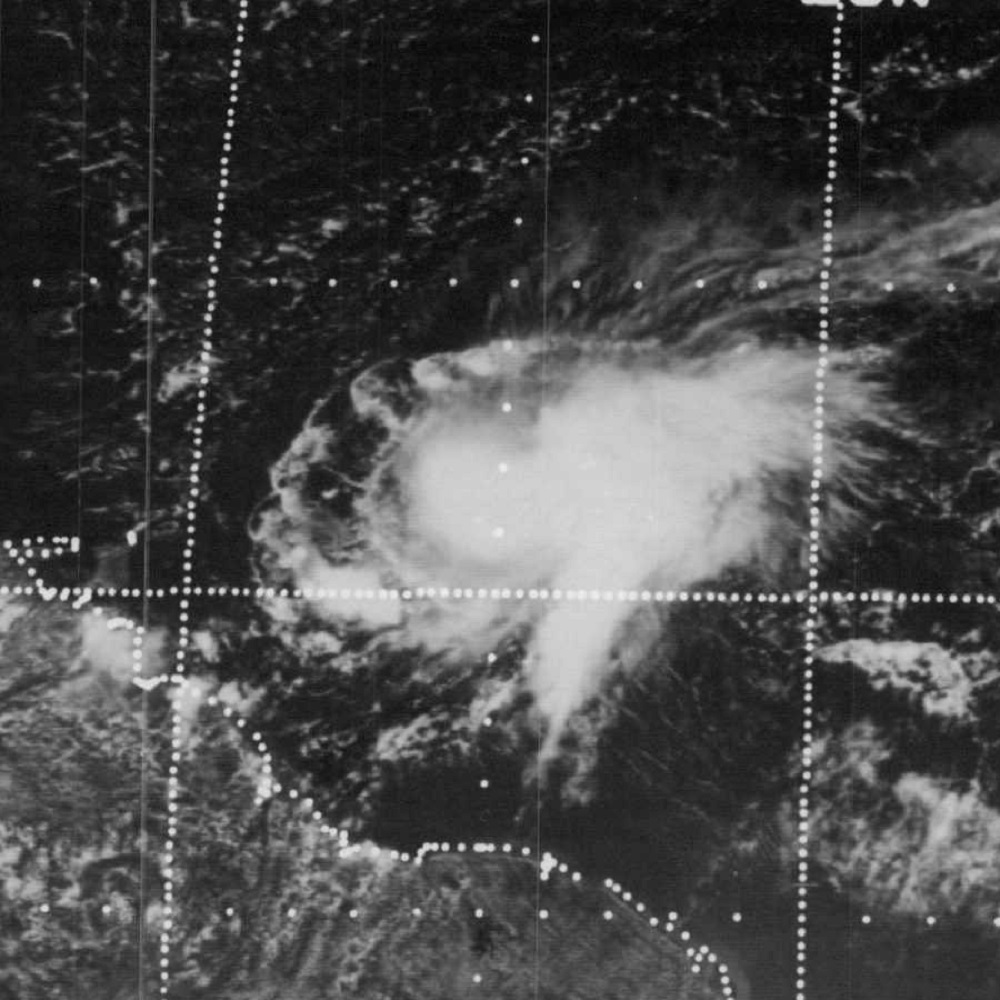

Op 22 september trok een tropische onweersstoring van de Afrikaanse kust westwaarts over de doldrums. Het systeem trok westwaarts en organiseerde zich. Er was sprake van een tropische depressie op 28 september, wellicht al eerder. De tropische depressie promoveerde dezelfde dag snel tot tropische storm Gertrude en orkaan Gertrude ruim ten oosten van de Bovenwindse Eilanden. Gertrude trok naar het westen en kreeg in toenemende mate te kampen met stroming van een hogedrukgebied ten westen van haar. Deze schering blies de convectie weg en Gertrude verzwakte vanaf 30 september. Op 2 oktober degradeerde Gertrude tot tropische depressie, vlak voordat zij de Bovenwindse Eilanden bereikte. Op 3 oktober loste Gertrude op boven het oosten van de Caraïbische Zee, maar de restanten van Gertrude veroorzaakten nog slecht weer boven de Bovenwindse- en Benedenwindse Eilanden tot 4 oktober. Er zijn geen slachtoffers of schade ten gevolge van Gertrude bekend.

### Subtropische storm 4
Op 3 oktober ontstond er langs een stationair front boven het oosten van Cuba een lagedrukgebied, dat convectie ontwikkelde. Het subtropische lagedrukgebied trok noordwestwaarts over de Bahama's en werd subtropische storm 4 op 4 oktober boven de Bahama's. Subtropische storm 4 trok naar het noorden langs de kust van Florida en boog daarna af naar het noordoosten. Op 8 oktober werd subtropische storm 4 opgenomen door een koufront op 650 km ten oosten van Kaap Hatteras. Naast overvloedige regenval veroorzaakte subtropische storm 4 aan de oostkust van Florida veel kusterosie. De schade ten gevolge van subtropische storm 4 werd beraamd op minder dan $1.000.000,- (1974, niet gecorrigeerd voor inflatie).

## Namen
De volgende lijst met namen werd gebruikt voor het seizoen 1974. De namen Carmen en Fifi werden geschrapt en nooit meer gebruikt.
| - Alma - Becky - Carmen - Dolly - Elaine - Fifi - Gertrude | - Hester (niet gebruikt) - Ivy (niet gebruikt) - Justine (niet gebruikt) - Kathy (niet gebruikt) - Linda (niet gebruikt) - Marsha (niet gebruikt) - Nelly (niet gebruikt) | - Olga (niet gebruikt) - Pearl (niet gebruikt) - Roxanne (niet gebruikt) - Sabrina (niet gebruikt) - Thelma (niet gebruikt) - Viola (niet gebruikt) - Wilma (niet gebruikt) |